# ادواردو بونیلا-سیلوا
ادواردو بونیلا-سیلوا (انگلیسی: Eduardo Bonilla-Silva؛ زادهٔ ۶ فوریهٔ ۱۹۶۲) سیاست‌مدار و جامعه‌شناس سیاسی پرتوریکویی در دانشگاه دوک است. از سال ۲۰۱۷ تاکنون او ریاست انجمن جامعه‌شناسی آمریکا را برعهده دارد. وی درون زادگاهش در دو رشته جامعه‌شناسی و علم اقتصاد به تحصیل اشتغال داشت.

## تأثیرات اولیه بر او
در مقاله اش تحت عنوان «برتری سفیدپوستان و نژادپرستی» در نشریه حقوق شهروندی می‌گوید: «میریام مونیز، آرتورو تورلیکیلاس، کارلوس بیوتررا، خوان خوزه بالدریچ، کارلوس راموس [...] تصورات جامعه شناختی من را شکل دادند.» وی همچنین عنوان داشت که جوز پادین و چارلز کمیک دو معلمی بودند که آراء او در جامعه‌شناسی را بسط دادند.
به عنوان یک جامعه‌شناس معاصر، سیلوا مطالعات خود را در آراء مارکسیستی متمرکز نموده‌است. وی این مسئله را از استاد خود آرتورو توریکیلاس به عاریه گرفت. توریکیلاس استاد جامعه‌شناسی و مردم‌شناسی بونیلا سیلوا در مقطع کارشناسی او بود.